# .lu
.lu는 룩셈부르크의 인터넷 국가 코드 최상위 도메인이다. DNS-LU가 관리한다. 1995년에 개설되었다.

## 역사
수년 동안 .lu 도메인 신청은 우편이나 팩스를 통해서만 이루어졌다. .lu 2차 도메인의 수수료는 생성(또는 연락처 수정)에 €40이고 연간 €40(VAT 포함)이다. 2006년 9월 18일 등록 기관은 도메인 이름 등록 기관 모델을 도입했다. 전통적인 서면 등록도 가능하지만 RESTENA에서는 인증된 등록기관에 등록하는 것을 선호한다.